# 14 aprilie
ianuarie • februarie • martie  • aprilie  • mai  • iunie  • iulie  • august  • septembrie  • octombrie  • noiembrie  • decembrie
14 aprilie este a 104-a zi a calendarului gregorian și ziua a 105-a în anii bisecți. Mai sunt 261 de zile până la sfârșitul anului.

## Evenimente

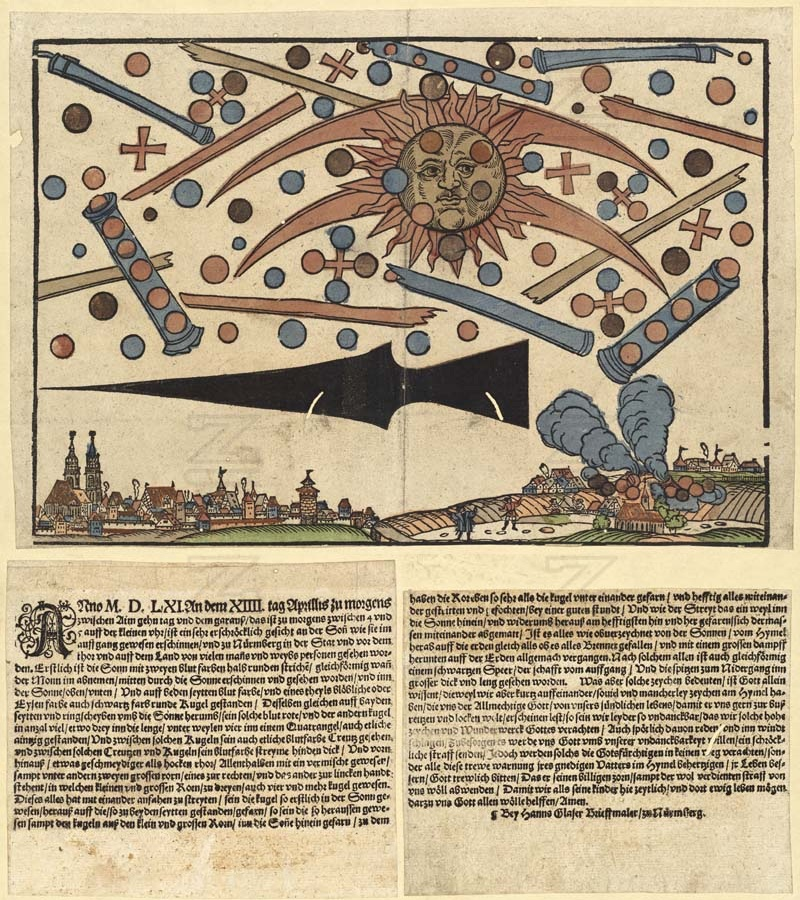
1561: Un fenomen ceresc este raportat deasupra Nürnberg și descris ca o bătălie aeriană.

- 0069: Vitellius, comandantul armatelor Rinului, îl învinge pe împăratul Otho în bătălia de la Bedriacum și preia puterea asupra Romei.[1]
- 0966: După căsătoria sa cu creștina Dobrawa a Boemiei, conducătorul păgân al polanilor, Mieszko I, se convertește la creștinism, eveniment considerat a fi fondarea statului polonez.[2]
- 0971: Împăratul bizantin Ioan I Tzimiskes cucerește Preslavul.
- 1205: Bătălia de la Adrianople între bulgari și cavaleri ai Crucii ai lui Balduin I de Constantinopol.
- 1294: Temür, nepotul lui Kublai, este ales Han al mongolilor și împărat al dinastiei Yuan.
- 1561: Un fenomen ceresc este raportat deasupra Nürnberg și descris ca o bătălie aeriană.[3]
- 1574: Victoria de la Jiliștea a lui Ioan Vodă cel Viteaz, domn al Moldovei (1572 –1574), împotriva turcilor.

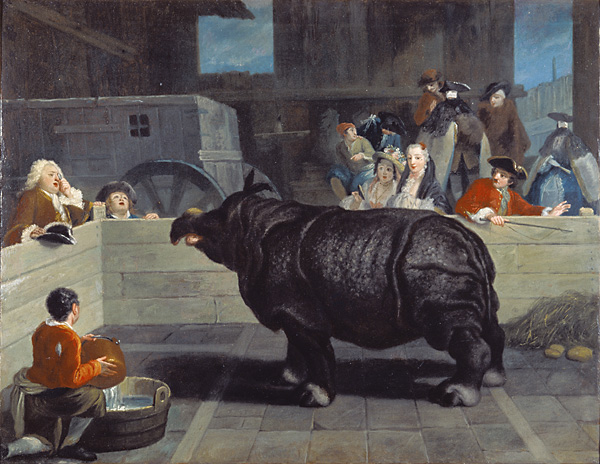
1758: Rinocerul Clara, care timp de 17 ani a făcut turul Europei, moare la Londra. Acesta este primul rinocer care a făcut demonstrații în captivitate.

- 1758: Rinocerul Clara, care timp de 17 ani a făcut turul Europei, moare la Londra. Acesta este primul rinocer care a făcut demonstrații în captivitate.
- 1816: Bussa, sclav în Barbados, stăpânit de britanici, conduce o rebeliune a sclavilor. Pentru aceasta, este amintit ca primul erou național din Barbados.[4]
- 1828: Lexicograful și publicistul american Noah Webster și-a însușit drepturile de autor ale primei ediții a dicționarului care-i poartă numele.

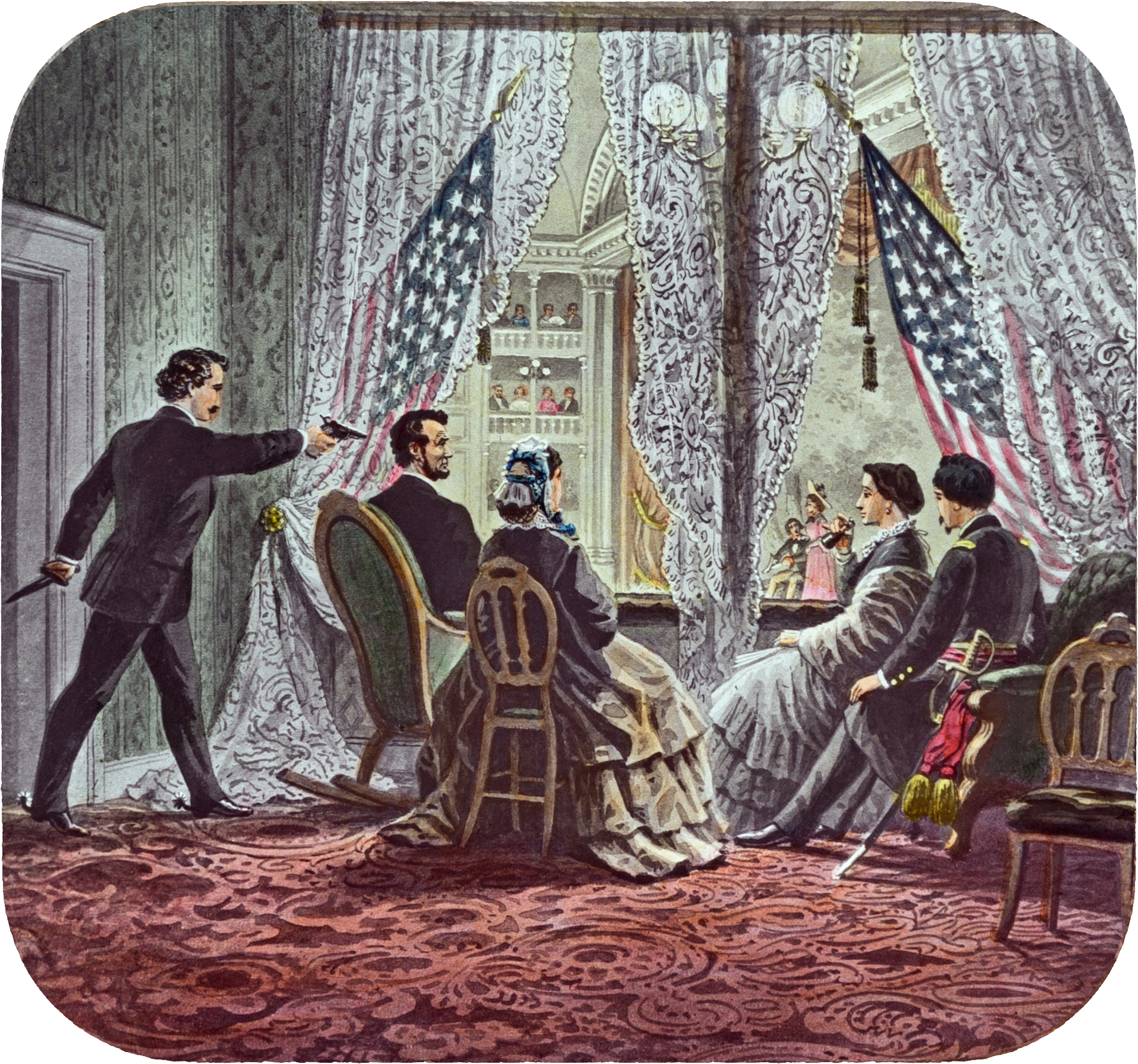
1865: În timpul unui spectacol de teatru la Washington DC, sudistul John Wilkes Booth trage asupra președintelui Abraham Lincoln.

- 1849: Kossuth Lajos proclamă Ungaria stat independent, dar intervenția habsburgică și țaristă duce la înăbușirea în sânge a revoluției declanșate la 15 martie 1848.
- 1865: În timpul unui spectacol de teatru la Washington DC, sudistul John Wilkes Booth trage asupra președintelui Abraham Lincoln și, conform unor martori rostește motto-ul statului Virginia: „Sic sempre tyrannis!”. În aceeași seară, conspiratorul lui Booth pătrunde în casa secretarului de stat William H. Seward și îl rănește grav, dar nu fatal. A doua zi, Lincoln moare în urma rănilor.[5]
- 1879: Agenția diplomatică a României la Belgrad este ridicată la rangul de legație.
- 1884: A apărut, la Sibiu, publicația politică și culturală Tribuna.
- 1891: A fost semnat Acordul de la Madrid în problema Convenției internaționale de combatere a mărcilor false privind proveniența mărfurilor.
- 1900: Federațiile de ciclism din Belgia, Franța, Italia, Elveția și SUA au fondat la Paris Uniunea Ciclistă Internațională (UCI).
- 1912: Vasul de pasageri RMS Titanic lovește un iceberg în Atlanticul de Nord la ora 11:40pm (se va scufunda în dimineața zilei de 15 aprilie).
- 1916: Bulgaria adoptă calendarul gregorian.
- 1924: Se înființează, la București, Asociația Românească pentru Liga Națiunilor.
- 1931: Regele Alfonso al XIII-lea al Spaniei a fost nevoit să abdice și să fugă din țară. Spania s-a proclamat, pentru a doua oară, republică.

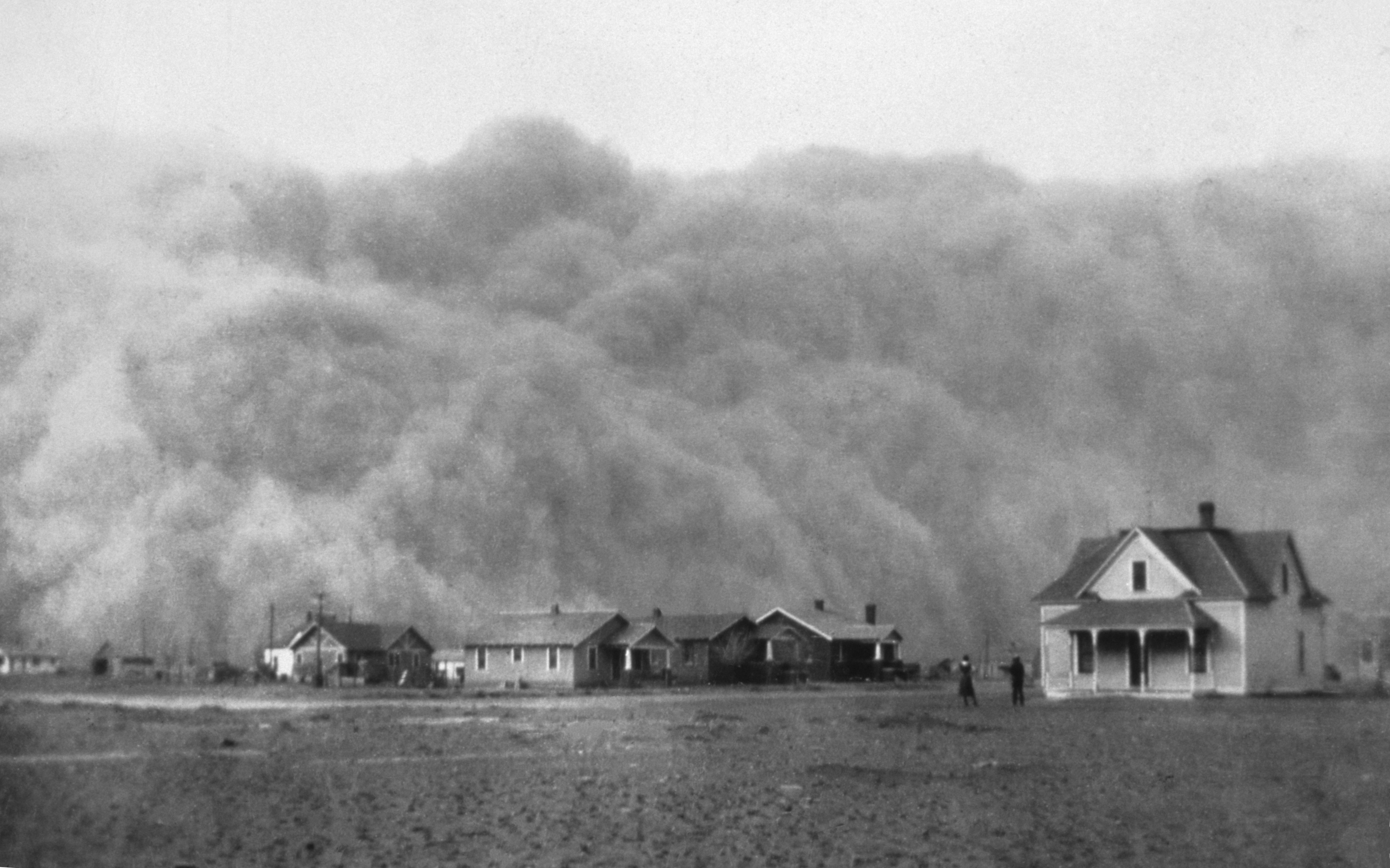
1935: Are loc Duminica Neagră în cadrul Dust Bowl din SUA, numită astfel din cauza norilor de praf întunecați care au acoperit lumina soarelui, cea mai puternică furtună de praf din istorie.

- 1933: A apărut legea privind crearea Fundațiilor Culturale Regale ale României.
- 1935: Are loc Duminica Neagră în cadrul Dust Bowl din SUA, numită astfel din cauza norilor de praf întunecați care au acoperit lumina soarelui, cea mai puternică furtună de praf din istorie.
- 1944: Nava britanică Fort Stikine, încărcată cu explozivi și muniție, explodează în portul Bombay, India. Numărul de morți a fost de 231 personal de serviciu și port, cu 476 răniți. Victimele civile au depășit 500 de morți, iar 2.408 au fost tratați în spital.[6] În afară de Fort Stikine alte 16 nave au fost scufundate sau avariate grav.
- 1956: HCM nr. 623 dădea dreptul de a se întoarce în localitățile de origine tuturor persoanelor strămutate, redându-le casele și terenurile posedate anterior.
- 1958: Satelitul sovietic Sputnik 2 cade de pe orbită, după o misiune cu o durată de 162 de zile. Aceasta a fost prima navă spațială care a transportat un animal viu, un câine pe nume Laika, care a trăit probabil doar câteva ore.
- 1960: În RDG, colectivizarea agriculturii este declarată completă.
- 1978: Demonstrațiile din Georgia: Mii de georgieni manifestă împotriva încercărilor sovietice de a schimba statutul constituțional al limbii georgiene.
- 1986: Ronald Reagan ordonă lansarea de atacuri aeriene împotriva Libiei, care vor duce la decesul a 60 de oameni, ca răspuns la atacul terorist din 5 aprilie din Berlinul de Vest, când doi soldați americani au fost uciși.
- 1989: Mangal Shobhajatra, o paradă populară organizată de studenții și profesorii Facultății de Arte Plastice a Universității Dhaka din Bangladesh are loc pentru prima dată (declarat patrimoniu cultural imaterial de către UNESCO în 2016[7]).

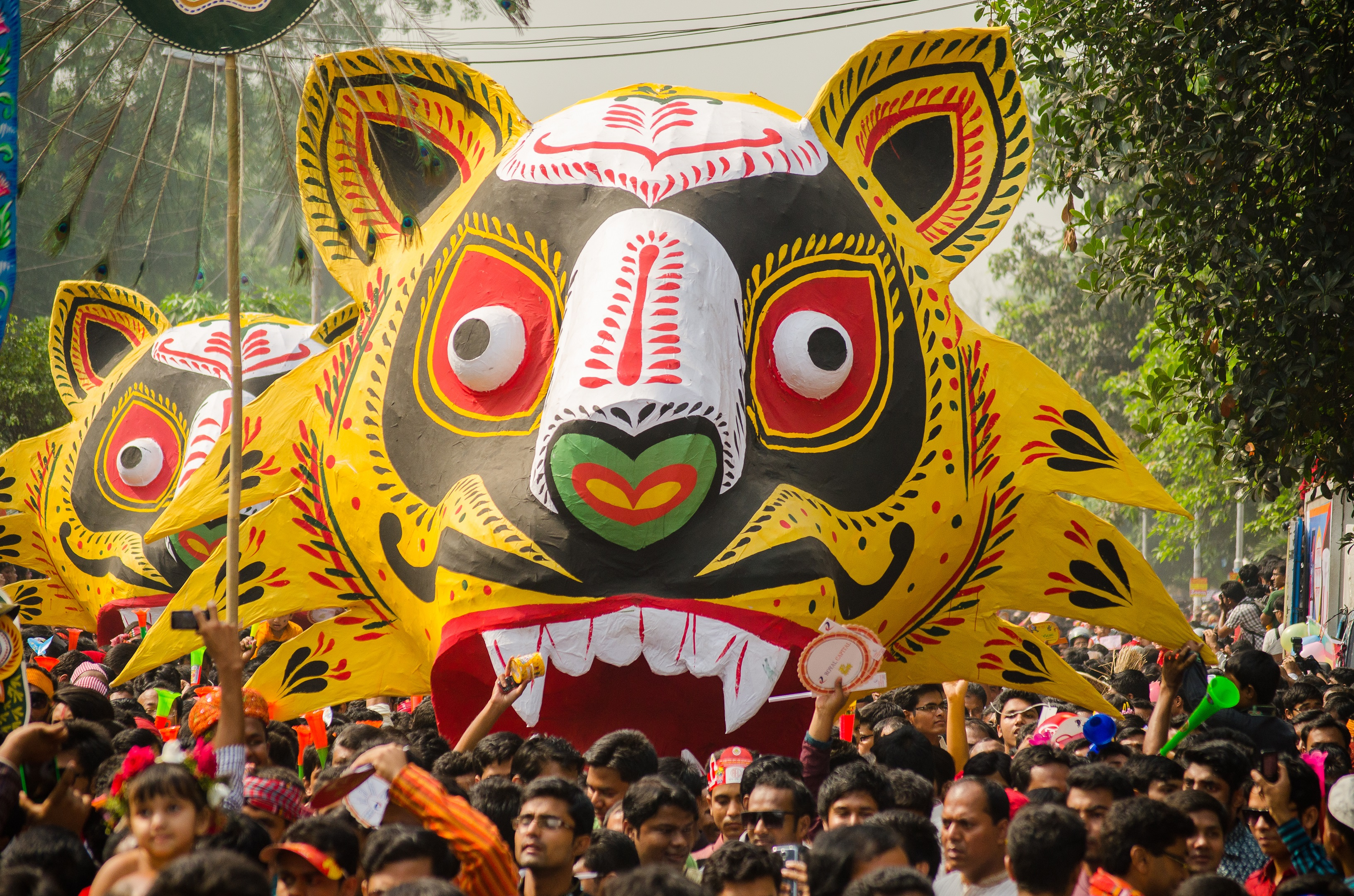
1989: Mangal Shobhajatra, o paradă populară organizată de studenții și profesorii Facultății de Arte Plastice a Universității Dhaka din Bangladesh are loc pentru prima dată (declarat patrimoniu cultural imaterial de către UNESCO în 2016

- 1999: NATO bombardează din greșeală un convoi de refugiați etnici albanezi. Oficialii iugoslavi spun că 75 de persoane au fost ucise.
- 1999: O grindină puternică lovește orașul Sydney din Australia, provocând daune asigurate de 2,3 miliarde de dolari, cel mai costisitor dezastru natural din istoria Australiei.
- 2000: Președintele rus, Vladimir Putin, începe o vizită la Londra, unde se întâlnește cu premierul Tony Blair și cu regina Elisabeta a II-a, aceasta fiind prima ieșire în Occident de la alegerea sa.
- 2002: Președintele venezuelean Hugo Chávez revine în funcție la două zile după ce a fost destituit și arestat de armata țării.
- 2008: Uniunea Europeană a adoptat o nouă legislație pentru combaterea poluării aerului în orașe, eliminând astfel „o cauză a mortalității premature”.
- 2010: Vulcanul Eyjafjallajökull din Islanda a erupt, formând un nor de cenușă care a cuprins întregul continent european.[8]
- 2018: Statele Unite, Marea Britanie și Franța au lansat 103 rachete de croazieră împotriva Siriei, ca răspuns la un atac chimic atribuit administrației Bashar al-Assad, și în care au fost ucise cel puțin 60 de persoane.[9] Rusia a cerut o reuniune de urgență a Consiliului de Securitate al ONU pentru a se discuta despre "acțiunile de agresiune ale Statelor Unite și ale aliaților lor".[10]

## Nașteri
- 1527: Abraham Ortelius, cartograf și geograf flamand (d. 1598)
- 1578: Filip al III-lea al Spaniei (d. 1621)
- 1629: Christiaan Huygens, matematician, fizician neerlandez (d. 1695)
- 1699: Frederic al III-lea, Duce de Saxa-Gotha-Altenburg (d. 1772)
- 1741: Împăratul Momozono al Japoniei (d. 1762)
- 1765: Augusta Wilhelmine de Hesse-Darmstadt, mama regelui Ludwig I al Bavariei (d. 1796)
- 1803: Friedrich von Amerling, pictor austriac (d. 1887)
- 1818: Maria de Saxa-Altenburg, regină consort a Hanovrei (d. 1909)
- 1843: Albert de Saxa-Altenburg, prinț german (d. 1902)
- 1857: Prințesa Beatrice a Regatului Unit, fiica cea mică a reginei Victoria (d. 1944)

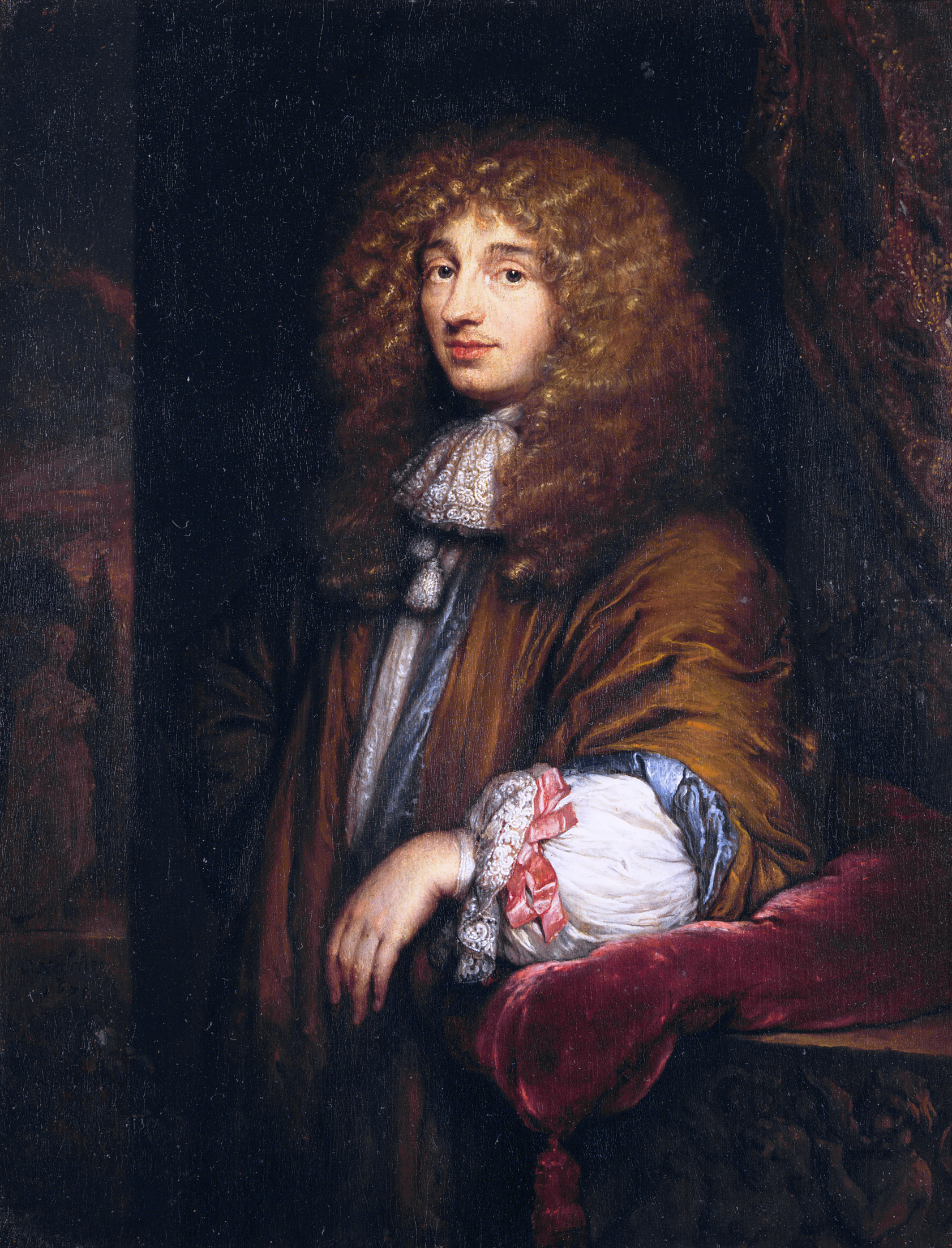
Christiaan Huygens, matematician, fizician neerlandez
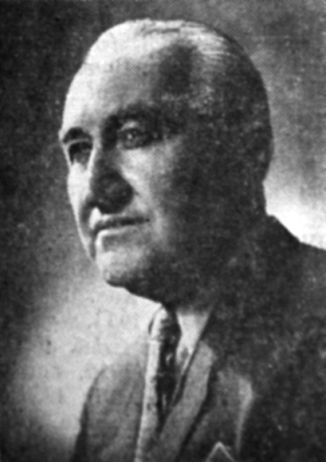
Iuliu Hațieganu, medic român
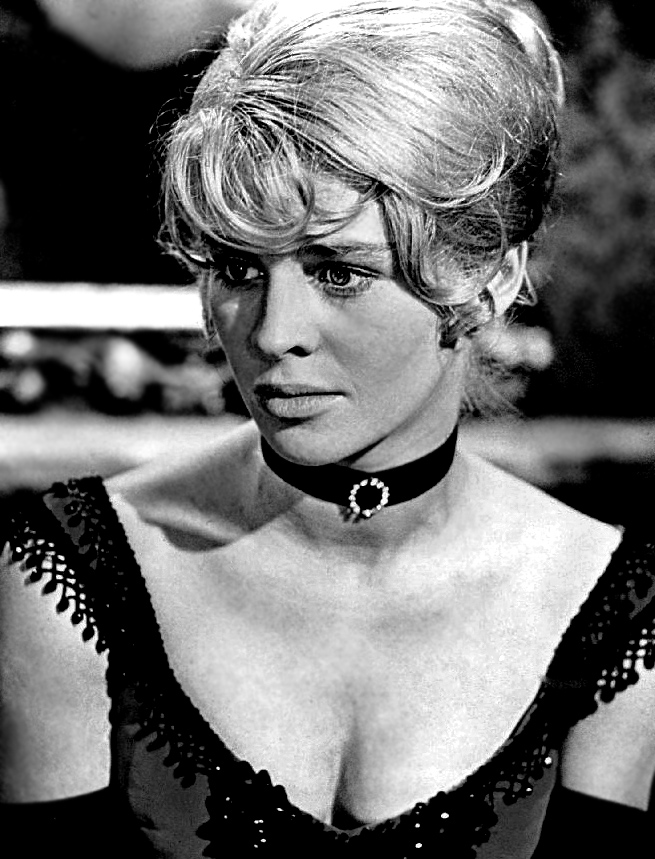
Julie Christie, actriță britanică

- 1868: Oscar Obedeanu, artist plastic român (d. 1915)
- 1868: Peter Behrens, arhitect și designer german (d. 1940)
- 1874: Alexander Cambridge, Conte de Athlone (d. 1957)
- 1875: Juan de Echevarría, pictor spaniol (d. 1931)
- 1885: Iuliu Hațieganu, medic român (d. 1959)
- 1886: Ernst Robert Curtius, critic literar (d. 1956)
- 1895: Ionel Nicolae Romanescu, aviator român (d. 1918)
- 1904: Sir John Gielgud, actor și regizor britanic (d. 2000)
- 1911: Teodor Romja, episcop greco-catolic, martir al credinței (d. 1947)
- 1912: Robert Doisneau, fotograf francez (d. 1994)
- 1913: John Howard, actor american (d. 1995)
- 1921: Thomas Schelling, economist american, laureat Nobel (d. 2016)
- 1924: George Munteanu, critic și istoric literar român (d. 2001)
- 1925: Rod Steiger, actor american (d. 2002)
- 1929: Octav Pancu-Iași, scriitor, publicist și scenarist român (d. 1975)
- 1930: Marco Formentini, politician italian, membru al Parlamentului European (d. 2021)
- 1930: Jay Robinson, actor american (d. 2013)
- 1932: Gelu Barbu, balerin și coregraf român (d. 2016)
- 1935: Erich von Däniken, scriitor elvețian
- 1941: Julie Christie, actriță britanică
- 1942: Valentin Lebedev, cosmonaut rus
- 1942: Constantin Tudor, politician român
- 1943: Florin Faifer, critic literar român (d. 2020)
- 1950: Daniela Crăsnaru, poetă română
- 1951: Piotr Mamonov, muzician și actor rus (d. 2021)
- 1951: Aurel Nechita, politician român
- 1952: Frederick Konrad, Prinț de Saxa-Meiningen, actualul șef al Casei de Saxa-Meiningen
- 1973: Roberto Ayala, fotbalist argentinian
- 1973: Adrien Brody, actor american, laureat Oscar
- 1975: Gabriel Trifu, jucător român de tenis

## Decese
- 1266: Rogerius, canonic de Oradea Mare, memorialist (n. 1205)
- 1471: Richard Neville, al 16-lea Conte de Warwick, nobil englez, administrator și comandant militar (n. 1428)
- 1578: James Hepburn, al 4-lea conte Bothwell, soțul Mariei Stuart, regină a Scoției
- 1682: Avvakum, preot și scriitor rus (n. 1621)
- 1711: Ludovic, Delfin al Franței (n. 1661)
- 1746: Ernest Ferdinand, Duce de Brunswick-Lüneburg (n. 1682)
- 1759: Georg Friedrich Händel, compozitor, organist și violonist german (n. 1685)
- 1792: Maximilian Hell, astronom austriac (n. 1720)
- 1846: Marie Anna de Hesse-Homburg, nobilă germană (n. 1785)
- 1878: Ludovic Piette, pictor francez (n. 1826)

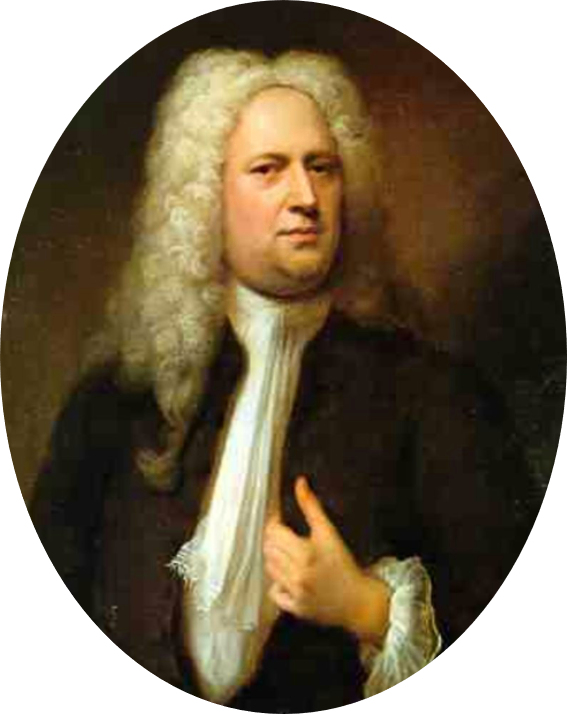
Georg Friedrich Händel, compozitor, organist și violonist german
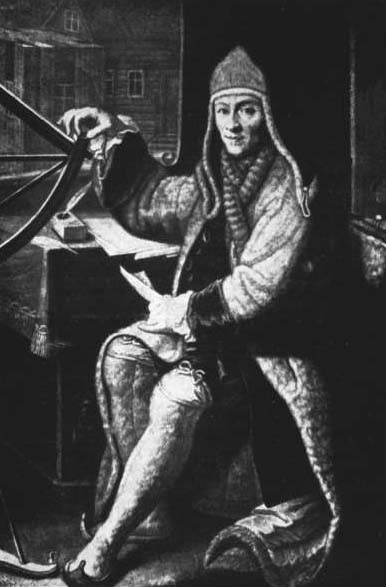
Maximilian Hell, astronom austriac
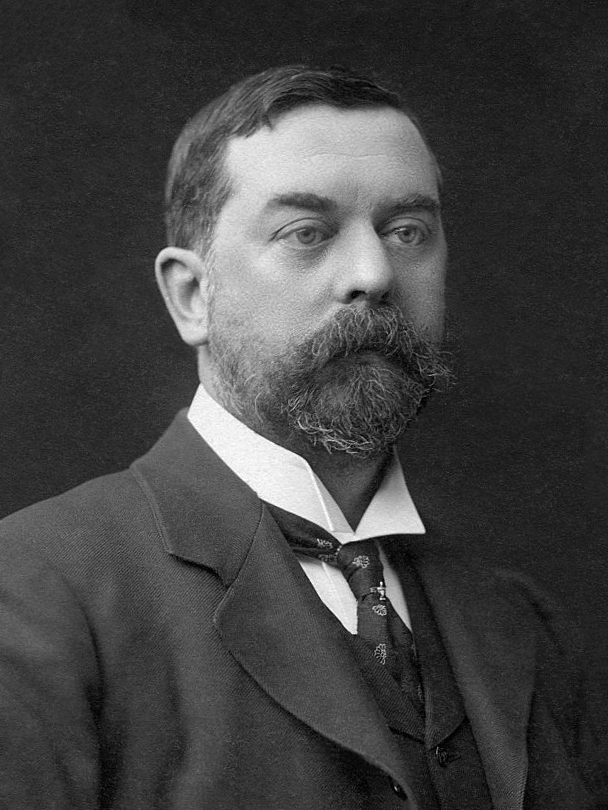
John Singer Sargent, pictor american

- 1848: Haceatur Abovian, scriitor armean (n. 1805)
- 1910: Emilio Sala, pictor spaniol (n. 1850)
- 1917: L. L. Zamenhof, medic și lingvist polonez (n. 1859)
- 1925: John Singer Sargent, pictor american (n. 1856)
- 1930: Vladimir Maiakovski, poet și dramaturg rus (n. 1893)
- 1935: Amalie Emmy Noether, matematician german (n. 1882)
- 1943: Iakov Djugașvili, soldat sovietic, fiul cel mare al lui Iosif Stalin (n. 1907)
- 1951: Ernest Bevin, un om de stat britanic, lider de sindicat și politician laburist (n. 1881)
- 1953: Prințesa Louise Charlotte de Saxa-Altenburg (n. 1874)
- 1962: Constantin Ionescu-Mihăești, medic român, membru al Academiei Române (n. 1883)
- 1964: Tatiana Afanasieva, matematiciană rusă (n. 1876)
- 1973: Henri Fauconnier, scriitor francez, câștigător al Premiului Goncourt (n. 1879)
- 1975: Fredric March, actor american (n. 1897)
- 1986: Simone de Beauvoir, scriitoare franceză (n. 1908)
- 1995: Mario Carotenuto, actor italian (n. 1916)
- 1997: Petru Creția, profesor, traducător, autor și eseist român  (n. 1927)
- 2008: Ollie Johnston, pictor american (n. 1912)
- 2009: Maurice Druon, scriitor francez,  membru al Academiei Franceze (n. 1918)
- 2012: Florin Constantiniu, istoric român (n. 1933)
- 2018: Jean Băileșteanu, scriitor român (n. 1951)
- 2020: Ligia Dumitrescu, actriță română (n. 1936)
- 2021: Bernard Madoff, finanțist american (n. 1938)